# Neaufles-Auvergny
Neaufles-Auvergny település Franciaországban, Eure megyében. Lakosainak száma 413 fő (2022. január 1.). Neaufles-Auvergny Ambenay, Les Baux-de-Breteuil, Bois-Normand-près-Lyre, Les Bottereaux, La Neuve-Lyre és La Vieille-Lyre községekkel határos.

## Népesség
A település népességének változása:
| Lakosok száma | 434  | 405  | 476  | 425  | 420  | 424  | 423  | 420  | 419  | 413  |
|               | 1968 | 1982 | 1990 | 2006 | 2013 | 2015 | 2017 | 2019 | 2020 | 2022 |